# Anoplolepis tumidula
Anoplolepis tumidula é uma espécie de formiga do gênero Anoplolepis, pertencente à subfamília Formicinae.